# Restio rigoratus
Restio rigoratus är en gräsväxtart som först beskrevs av Maxwell Tylden Masters, och fick sitt nu gällande namn av Hans Peter Linder och C.R.Hardy. Restio rigoratus ingår i släktet Restio och familjen Restionaceae. Inga underarter finns listade i Catalogue of Life.